# Personaggi di Yu-Gi-Oh! 5D's

I personaggi principali della serie.
In primo piano da sinistra Leo e Luna. In secondo piano da destra: Bruno, Akiza, Yusei, Crow e Jack

Questa è la lista dei personaggi di Yu-Gi-Oh! 5D's.

## Protagonisti

### Yusei Fudo
Yusei Fudo (不動游星?, Fudō Yūsei) è il protagonista di Yu-Gi-Oh! 5D's. Residente nel povero Satellite, la metà inferiore della ricca Nuova città di Domino, tra gli abitanti della quale non è ben accetto, è rispettato e ammirato dagli amici per l'onesta personalità e lo stile di combattimento. È molto più serio e talvolta freddo rispetto ai predecessori Yugi e Jaden. La sua prima Duel Runner è stata rubata dal rivale, una volta migliore amico, Jack, insieme alla sua carta migliore, Drago Polvere di Stelle (Stardust Dragon). Due anni più tardi, con una nuova Duel Runner, Yusei si propone di recuperare la carta. Scelto dal Drago Cremisi, il protagonista è un Predestinato, segnato dal simbolo della creatura, il quale si illumina sul braccio del ragazzo quando questo combatte al fianco di Drago Polvere di Stelle o incontra un altro predestinato. Nelle prime due stagioni, il segno di Yusei è la coda del Drago Cremisi, ma alla fine della seconda stagione, dopo la sconfitta inflitta a Rex Goodwin, cambia, diventando la testa del drago; la coda passa a Crow, che diventa così il quinto Predestinato. Assieme a Jack, Crow e Kalin, Yusei faceva parte degli Esecutori, un gruppo di duellanti che proteggeva il Satellite dalle altre bande.
Doppiato da: Yuya Miyashita (ed. giapponese), Paolo De Santis (ed. italiana)

### Jack Atlas
Jack Atlas (ジャック アトラス?, Jakku Atorasu) è noto come il Re assoluto dei Duelli Turbo. Lui e Yusei erano migliori amici, ma sono diventati avversari dopo che Jack rubò al compagno la carta Drago Polvere di Stelle e la Duel Runner che Yusei aveva costruito con tanta fatica. Ora, come ex-residente del Satellite, Jack deve nascondere il suo passato al resto della società. È molto arrogante, ma riconosce l'abilità del rivale dopo essere stato da lui battuto nella finale della Fortune Cup e avere perso, quindi, il titolo. Inoltre, tornerà amico (nonostante rimanga comunque rivale) di Yusei, riuscendo a redimersi dopo la scoperta di essere un Predestinato. Come Yusei è un Predestinato e la sua carta più importante è un mostro Synchro, Arcidemone Drago Rosso (Red Demon's Dragon), che poi diventa Drago Rosso Maestoso. Un'altra evoluzione di Arcidemone Drago Rosso è Drago Nova Rossa (la forma cosmica di Arcidemone Drago Rosso). Insieme a Yusei, Crow e Kalin faceva parte degli Esecutori, un gruppo di duellanti che difendevano il Satellite dalle altre bande.
Doppiato da: Takanori Hoshino (ed. giapponese), Patrizio Prata (ed. italiana)

### Crow Hogan
Crow Hogan (クロウ・ホーガン?, Kurō Hōgan) è un personaggio che appare solo dopo molte puntate (episodio 30) ed è un amico di gioventù di Yusei e Jack. Crow dispone di un deck Alanera, caratterizzato dalla potenza tattica. La sua carta più forte è il mostro Synchro Maestro Armatura Alanera. A sorpresa si scoprirà essere anche lui un predestinato, infatti, dopo la sconfitta di Rex Godwin, il segno di Yusei diventa la testa del Drago Cremisi mentre la coda passa a Crow. Il nome del suo drago leggendario è Drago Ali Nere. Assieme a Yusei, Jack e Kalin, faceva parte degli Esecutori, un gruppo di duellanti che difendeva il Satellite dalle altre bande. Più avanti nella storia si scoprirà che, nella sua Duel Runner, si cela il Drago Ali Nere (Black Feather Dragon).
Doppiato da: Shintarō Asanuma (ed. giapponese), Federico Zanandrea (ed. italiana)

### Akiza Izinski
Akiza Izinski (アキ 十六夜?, Aki Izayoi) è una ragazza che, fin da piccola, viene emarginata dalla società perché considerata pericolosa a causa dei suoi poteri, provenienti dal segno sul suo braccio: Akiza, infatti, è una dei Predestinati. Con il tempo la solitudine l'ha portata a diventare la Rosa Nera, una ragazza spietata e crudele che si diverte a fare soffrire gli altri, conosciuta perché le sue carte prendono vita: Akiza, infatti, è una duellante sensitiva, in grado di rendere i mostri reali sfruttando la sua angoscia e tristezza. Soltanto il sedicente Sayer sembra capirla, tant'è che l'ha fatta entrare a fare parte del Movimento Arcadia, che la giovane considera la sua famiglia; tuttavia, Akiza non immagina che Sayer la usa solo per i suoi scopi. La Rosa Nera si nasconde sotto un mantello e con una maschera sul viso. Nel corso della semifinale della Fortune Cup, organizzata da Rex Goodwin per trovare i cinque Predestinati, Yusei cerca di aiutare Akiza, di farle capire che non è sola, che non deve sentirsi un mostro e che possono essere amici. Il ragazzo sconfigge l'avversaria e le rompe la maschera; in cuor suo, Akiza ringrazia Yusei, del quale s'innamora e che l'aiuta a riconciliarsi con i suoi genitori. Akiza possiede un deck composto da mostri pianta; la sua creatura più forte è un mostro synchro, Drago Rosa Nera (Black Rose Dragon).
Doppiata da: Ayumi Kinoshita (ed. giapponese), Cristiana Rossi (ed. italiana)

### Leo
(Leo)
Leo, chiamato Rua (龍亞?) nella versione originale, è il vivace fratello gemello di Luna. È un fan di Jack e ne possiede le figurine e il modellino. Conosce un po' la storia dei predestinati, dal momento che sua sorella ne è una. La sua carta fondamentale è il Drago Utensile (Power Tool Dragon) che, dopo essere apparso in una visione di Luna, lo porta a credere di essere anche lui un predestinato. Ha partecipato alla Fortune Cup sotto le spoglie di Luna, troppo timida per parteciparvi, e venendo sconfitto da Grieger. Il suo deck è composto da mostri Morfotronici in cui ogni mostro cambia effetto a seconda della sua posizione; oltre al potente Drago Utensile, l'altra carta di cui va fiero è Cellulare Morfotronico. In seguito, nella quinta stagione diventerà un predestinato (il sesto) con il segno del cuore del drago. Il suo drago predestinato è Drago Fonte della Vita (apparso anche nel sogno della sorella Luna).
Doppiato da: Ai Horanai (ed. giapponese), Renato Novara (ed. italiana)

### Luna
(Luna)
Luna, chiamata Ruka (龍可?) nella versione originale, è la calma sorella gemella di Leo, molto affezionata a Yusei. Luna è caduta in coma all'età di tre anni ed entrata nel mondo degli spiriti dei duelli, ma si è risvegliata dopo un mese grazie a Leo (che le è stato vicino). Il suo segno è uno degli artigli del drago mentre il suo mostro si è rivelato essere Antico Drago Fatato (Ancient Fairy Dragon), il quale, durante la battaglia contro i demoni, era stato imprigionato in una lastra di pietra. Riesce a recuperare la carta duellando insieme a Leo contro Devack, il Predestinato Oscuro con il segno della scimmia. Luna incontra Yusei quando esce dalla sua villa e lo trova disteso per terra a seguito di un incidente con la Duel Runner. Il giovane soffre di amnesia, e Luna, a differenza di Leo, non si fida di lui, vedendo sul suo viso il marchio del carcere della Struttura. Presto, però, diventa una sua grande amica. Come Yusei, anche Luna è stata invitata alla Fortune Cup, ma lascia che Leo si spacci per lei e prenda il suo posto in quanto non vuole duellare. Tuttavia, dopo la sconfitta di Leo nel torneo, l'inganno dei gemelli viene scoperto, e Goodwin, organizzatore dell'evento, escogita un sorteggio per far entrare in gara Luna e verificarne l'identità di Predestinata. La giovane non vuole combattere perché ogni volta che succede sente alcune voci che si rivelano essere quelle degli spiriti dei duelli. L'avversario della ragazzina sarà un alleato di Goodwin, il professor Frank, i cui poteri psichici permettono il ritorno dell'anima della piccola nel mondo degli spiriti. Ora Luna ricorda i suoi vecchi amici e l'Antico Drago Fata, cui aveva promesso di salvare dalle ombre il mondo degli spiriti dei duelli e che è stato imprigionato in una lastra di pietra prima del risveglio di Luna dal coma. Luna non progredisce nella Fortune Cup, dato che per sconfiggere il professor Frank (riuscito dopo di lei ad entrare nel mondo degli spiriti, che l'uomo voleva dominare) ha dovuto azzerare i suoi Life Points. Successivamente, la ragazzina si unisce agli altri Predestinati e si reca nel Satellite per combattere contro i Predestinati Oscuri. Il suo rivale sarà Devack, che prima di lei deve affrontare Leo. Luna, infatti, si è trasferita nel mondo degli spiriti, in pericolo. Grazie all'aiuto di Regulus e Torunka, ella riesce a liberare Antico Drago Fata e gli spiriti dei duelli, trasformati in pietra e portati al castello di Zeman il Re Scimmia (lo stesso che aveva lanciato un sortilegio al drago amico di Luna per imprigionarlo). Luna torna poi nel suo mondo con l'Antico Drago Fata, si sostituisce al fratello e sconfigge Devack. Luna fa combattere il suo drago contro i demoni che vogliono interferire nel duello fra i suoi amici e Goodwin, l'ultimo Predestinato Oscuro. Nella seconda serie, Lester, appartenente all'Ordine di Yliaster, diventa uno studente dell'accademia frequentata da Luna, interessato a far combattere la Predestinata per attivare il circuito che gli interessa. Si avvicina alla ragazzina, invitandola a provare un Duel Board, simile ad uno skateboard, utilizzabile nel corso di un Duello Turbo al posto delle Duel Runner. Mentre Luna si allena insieme a Leo, che non prova simpatia nei confronti del nuovo compagno di scuola, Lester, intromettendosi, si presenta nei panni di un membro di Yliaster; inizialmente i gemelli non lo riconoscono. Nel corso del seguente combattimento, in cui i danni riportati dai contendenti sono fisici, Leo viene sconfitto, lasciando che Luna affronti da sola l'avversario. La ragazzina viene protetta dalle creature del suo deck; conclusasi la sfida, Lester scompare. Stranamente, all'accademia, nessuno, oltre Luna e Leo, ricorda il nuovo allievo, il quale non frequenta più la scuola. Possiede un deck composto da creature dall'aspetto tenero.
Doppiata da: Yuka Terasaki (ed. giapponese), Jolanda Granato (ed. italiana)

### Mina Simington
Mina Simington, chiamata Mikage Sagiri (狭霧深影?, Sagiri Mikage) nella versione originale, è la tutrice di Jack Atlas ed è innamorata di lui. Per questo si dimostra scontrosa con Kārī quando il Re dei Duelli rifiuta di andare con lei mentre resta con la giornalista che gli ha offerto ospitalità. Lavora per Rex Goodwin. Nella terza stagione diventa direttrice del settore di sicurezza.
Doppiata da: Aiko Aihashi (ed. giapponese), Jolanda Granato (ed. italiana)

### Bruno
Doppiato da: Hiroki Tanaka (ed. giapponese), Ruggero Andreozzi (ed. italiana)
Bruno (ジョニー?) è il meccanico del team 5D'S, apparso a metà della 3ª stagione. Privo di memoria, non si ricorda altro che il suo nome e la sua passione per le Duel Runner, cosa che spinse Yusei, viste le sue alte competenze di meccanica e di elettronica, a ospitarlo da lui. Si scoprirà in seguito che la sua vera identità è quella di Antinomy (アンチノミー?, Anchinomī) (l'antinomia è un concetto che indica la compresenza di due affermazioni contraddittorie, a simboleggiare la sua duplice natura di alleato e antagonista), proveniente dal futuro apocalittico da cui provengono anche Z-ONE, Aporia e Paradox. Dopo la morte di Antinomy, Z-ONE creò un androide con l'aspetto e i ricordi di Antinomy e lo inviò nel passato, dove gli fu affidata la missione di insegnare a Yusei l'Accel Synchro e aiutarlo nella sua crescita, senza però conoscere il vero motivo dietro ciò. Secondo Aporia i ricordi di Bruno sono stati cancellati da Z-ONE con l'intento di stimolare l'evoluzione e il progresso del Team 5d's. Quando lui e Yusei raggiungono il terzo ingranaggio planetario della Fortezza del Destino, Bruno, dopo essersi trovato faccia a faccia con una visione di se stesso e dopo aver riacquistato i suoi ricordi, sfida a duello Yusei in veste di Antinomy. Seppur con riluttanza, Yusei è costretto ad affrontarlo, con Antinomy che, durante il duello, gli rivelerà che l'unica ragione per cui aveva voluto duellare con lui era per mostrargli il Delta Accel Synchro, nella speranza che Yusei potesse infine salvare Z-ONE. Perso il duello, Antinomy verrà risucchiato dal buco nero che lo condurrà alla morte, non prima di aver aiutato Yusei a fuggire dalla singolarità in cui erano stati trascinati. Yusei conservò gli occhiali rotti di Bruno come ricordo del suo ex-amico.
Possiede un deck composto da mostri Tecno Genio (T.G.), incentrato sulle Evocazioni Synchro; il suo mostro più forte è T.G. Cannone Alabarda, evocabile con l'evocazione Delta Accel Synchro.

## Nemici

### Sayer
Doppiato da: Masaya Matsukaze (ed. giapponese), Paolo Sesana (ed. italiana)
Sayer, chiamato Divine (ディヴァイン?, Divain) nella versione originale, è un duellante sensitivo leader del Movimento Arcadia, un'associazione che riunisce tutti i duellanti sensitivi con lo scopo di dominare il mondo. Malvagio e senza scrupoli, utilizza le persone solo per i suoi scopi facendo leva sulle loro debolezze, come nel caso di Akiza (che diventerà la sua vittima principale visti i suoi grandi poteri), e non esita a fare del male a bambini innocenti sottoponendoli a continui elettroshock solo per vedere se possiedono i poteri psichici da lui richiesti, arrivando addirittura a non dispiacersi nel caso della loro morte. In un secondo momento risulta anche interessato a Luna e Leo, affrontando quest'ultimo in duello per vedere se aveva i poteri psichici richiesti per entrare nel movimento, scoprendo poi dopo averlo sconfitto che non ne possedeva affatto. Nonostante questo decide di tenere prigionieri i due gemelli, che si erano recati da lui per parlare con Akiza, per poterli convincere a entrare nel movimento. Nell'episodio 37 affronta anche Carly, dopo averla sorpresa mentre rovistava nei suoi archivi, sconfiggendola e facendola cadere dalla finestra, a causa della forza dell'attacco dei suoi mostri, uccidendola; viene però rianimata dalle forze oscure e riappare subito dopo come Predestinata Oscura e, questa volta, riesce a sconfiggere Sayer, facendolo precipitare in un baratro oscuro dove sparisce misteriosamente. Da tutti creduto morto, riappare (con una vistosa cicatrice sull'occhio destro) mentre Akiza stava duellando con Misty in un parco di divertimenti abbandonato (episodi 60-61); poco prima infatti, travestitosi da guardia del Settore di Sicurezza, era riuscito a catturare e a intrappolare Yusei e Mina in una stanza. Per una seconda volta Sayer riesce a riconquistare Akiza e assiste al duello fra le due avversarie, nascosto in un palazzo nelle vicinanze. Grazie poi all'intervento di Yusei, Misty scopre la verità riguardo alla sparizione di suo fratello Tobi (nella versione originale è stato in realtà ucciso dallo stesso Sayer) e ordina alla sua carta Immortale Terrestre Ccarayhua di divorarlo (anche se sopravviverà). Stando a ciò che è scritto nel libro Yu-Gi-Oh! 10th Anniversary Animation Book Sayer fu rianimato, dopo che Ccarayhua era stato sconfitto, e subito arrestato dal Settore di Sicurezza e rinchiuso nella Struttura dopo la caduta dei Predestinati Oscuri. Possiede un deck composto da mostri di tipo psichico; la sua carta più forte è il mostro Synchro Arcidemone Dominatore dei Pensieri.

### Rex Goodwin
Doppiato da: Shinya Kote (ed. giapponese), Marco Balzarotti (ed. italiana)
Rex Goodwin (レクス・ゴドウィン?, Rekusu Godowin) era il direttore del progetto R.R.D, nonché capo della sicurezza e 366° guardiano di Iliaster. in passato, Rex e suo fratello Roman erano gli assistenti del Dr. Fudo per lo sviluppo della tecnologia Ener-D. Quando il fratello Roman causò l'incidente noto come Inversione Zero, Rex rimase bloccato nel Satellite, divenendo una leggenda dopo essere riuscito a saltare in sella alla sua Duel Runner dal Ponte Dedalo, che collegava Nuova Città di Domino al Satellite, sebbene l'azione gli costò il braccio sinistro. Dopo essere salito al potere, Rex attuò una stigmatizzante campagna di repressione verso gli abitanti del Satellite (dal momento che il reattore Ener-D originale ivi presente era la porta d'accesso agli Inferi) cercando al contempo un modo per radunare tutti i Predestinati. Perdendo di proposito contro Roman, rivela in seguito il suo piano: assumere i marchi dei Predestinati e il marchio di un Predestinato Oscuro in modo da interrompere la catena del destino e creare un nuovo vincitore nella battaglia tra il bene e il male. Sfida quindi a duello Yusei, Jack e Crow, riuscendo a prevalere sugli ultimi due, ma viene sconfitto da Yusei, per poi sparire assieme allo spirito di suo fratello. Possiede un deck inca, basato sull'alternanza dei mostri Synchro Inti, Drago del Sole e Quilla, Drago della Luna. In qualità di Predestinato Oscuro, possiede anche il mostro Immortale Terrestre Wiraqocha Rasca (che nelle Linee di Nazca rappresenta "il condor").

### Predestinati Oscuri
I Predestinati Oscuri (ダーク・シグナー?, Dāku Shigunā) erano un gruppo di Duellanti resuscitati che fungevano da controparti malvagie dei Predestinati, che fungono da principali antagonisti del secondo arco narrativo di Yu-Gi-Oh! 5D's. Ognuno di loro è legato a una carta Immortale Terrestre (地縛神?, Jibakushin, lett. "Dio legato alla terra"), mostri che furono imprigionati dal Drago Cremisi nelle Linee di Nazca, con ognuno di loro basato su una figura.

#### Roman Goodwin
Doppiato da: Tora Take (ed. giapponese), Massimiliano Lotti (ep. 28-36), Dario Oppido (ep. successivi) (ed. italiana)
Roman Goodwin, chiamato Rudger Godwin (ルドガー・ゴドウィン?, Rudogā Godowin) nella versione originale, è il fratello di Rex Goodwin, nonché leader dei Predestinati Oscuri. Quando lui e suo fratello lavoravano al progetto del reattore R.R.D, Rex scoprì che suo fratello possedeva sia il segno del Drago Cremisi che quello dei Predestinati Oscuri; fu allora che Roman si amputò il braccio sinistro (con il simbolo del drago) per poi consegnarlo al fratello in una teca di vetro. Affronta Yusei due volte: nel primo duello, vista la situazione, sparisce facendo duellare al suo posto Rally (amico di Yusei di cui possedeva l'anima), il quale decide di perdere di proposito per non danneggiare Yusei. Nel secondo duello viene invece sconfitto e scompare definitivamente, per poi riapparire insieme a suo fratello in una dimensione parallela nell'episodio 64 sparendo poi per sempre. Possiede un deck composto da mostri ragno, inclusa la carta Immortale Terrestre Uru (che nelle Linee di Nazca rappresenta "il ragno").

#### Kalin Kessler
(Kalin Kessler)
Doppiato da: Yūki Ono (ed. giapponese), Simone D'Andrea (ed. italiana)
Kalin Kessler, chiamato Kyosuke Kiryu (鬼柳京介?, Kiryū Kyōsuke) nella versione originale, è un amico storico di Yusei, Jack e Crow. Un tempo era l'ex leader degli Esecutori nonché un duellante turbo originario del Satellite e desiderava ripulire il Satellite dalle bande criminali di duellanti cosa che riuscì a fare insieme ai suoi compagni. Tuttavia col tempo cominciò a ritenere che era necessario usare ogni mezzo per impedire alle bande di riformarsi e cominciò ad attaccare anche duellanti innocenti per il solo sospetto che potessero essere potenziali membri di bande criminali e fu per questo che alla fine  i suoi amici a parte Yusei lo abbandonarono. Quando gli agenti di Sicurezza giunsero nel Satellite e cominciarono a spadroneggiare con vari soprusi, Kalin li volle sfidare, vedendoli come l'ultimo ostacolo di cui liberarsi, cosa che portò anche Yusei ad abbandonarlo. Kalin sferrò un attacco informatico nella sede centrale della Sicurezza come atto di sfida, facendosi inseguire dagli agenti. Arrestato e pensando erroneamente che Yusei lo avesse fatto incarcerare per salvarsi la pelle, giurò vendetta contro di lui, venne trasformato in un Predestinato Oscuro da Roman Goodwin, che sfruttò proprio il desiderio di vendetta del ragazzo contro Yusei. Una volta uscito di prigione, affronta Yusei per ben due volte in qualità di Predestinato Oscuro; nel primo arriva quasi a sconfiggerlo, duello che viene però bruscamente interrotto, mentre nel secondo viene sconfitto e comprende finalmente l'innocenza del suo storico amico. La sua anima viene liberata dopo la sconfitta di Rex Goodwin e del Re degli Inferi. Nella 4ª stagione Kalin, afflitto dai sensi di colpa, tenterà di punirsi per le azioni malvagie che ha commesso in passato. Yusei lo convincerà a credere in un ideale di giustizia, aiutandolo a perdonarsi. Possiede un deck composto da mostri Demoneterno, mentre come Predestinato Oscuro possiede la carta Immortale Terrestre Ccpac Apu (che nelle Linee di Nazca rappresenta "l'astronauta").

#### Grieger
Doppiato da: Keiji Hirai (ed. giapponese), Claudio Moneta, Paolo Sesana (ep. 38, 51-52) (ed. italiana)
Grieger, chiamato Bommer (ボマー?, Bomā) nella versione originale, è un duellante peruviano grosso e possente caratterizzato da un forte carattere. Il suo villaggio e la sua famiglia vennero distrutti in un'esplosione atomica e Grieger scoprì che era stato Rex Goodwin a realizzarla durante un esperimento per fare riapparire il Drago Cremisi. Desideroso di vendetta nei confronti di quest'ultimo, partecipa alla Fortune Cup dove sconfigge Leo (spacciatosi per sua sorella Luna) e arriva fino alle semifinali dove viene, però, sconfitto da Yusei. A quel punto, mostra al pubblico intero le immagini del suo villaggio distrutto da Goodwin e, in un momento di follia, tenta di ucciderlo cercando di colpire con la sua moto la torre principale: l'attentato fallisce grazie a Yusei, ma uno degli speroni acuminati delle sue ruote perfora la vetrata e Goodwin si salva afferrandolo con il braccio sinistro (che è in realtà una protesi meccanica). A seguito di ciò Grieger viene arrestato, ma, nell'episodio 38, viene liberato da Devack e convinto a unirsi ai Predestinati Oscuri. In seguito affronta Crow in duello dove viene, però, sconfitto, e la sua anima viene liberata dopo la sconfitta di Rex Goodwin e del Re degli Inferi. Riapparirà nella 4ª stagione (nell'episodio 111) insieme ai suoi fratelli minori, dove aiuterà Jack a diventare più forte per il torneo Grand Prix. Possiede un deck composto da mostri macchina la cui carta più forte è Fortezza Volante - Fuoco dal Cielo. Come Predestinato Oscuro possiede anche la carta Immortale Terrestre Chacu Challhua (che nelle Linee di Nazca rappresenta "l'orca assassina").

#### Devack
Doppiato da: Kenji Nomura (ed. giapponese), Stefano Albertini (ed. italiana)
Devack, chiamato Demack (ディマク?, Dimaku) nella versione originale, è un altro dei Predestinati Oscuri di cui non si sa molto del suo passato. È molto fedele ai Predestinati Oscuri ed è lui, nell'episodio 48, a convincere Grieger a unirsi alla sua causa. Affronta in duello Leo e, grazie all'intervento di Luna, viene sconfitto. La sua anima viene liberata dopo la sconfitta di Rex Goodwin e del Re degli Inferi. Possiede un deck composto da mostri bestia, insieme alla carta Immortale Terrestre Cusillu (che nelle Linee di Nazca rappresenta "la scimmia").

#### Misty Tredwell
Doppiata da: Junko Minagawa (ed. giapponese), Emanuela Pacotto (ed. italiana)
Misty Tredwell, chiamata Misty Lola (ミスティ・ローラ?, Misuti Rora) nella versione originale, è una modella famosa a livello internazionale. Ha un fratello di nome Tobi che, visti i suoi presunti poteri psichici, decise di entrare nel Movimento Arcadia di Sayer sparendo per sempre. Incolpando Akiza della sparizione del fratello, morì in un incidente d'auto per la troppa disperazione, venendo però rianimata come Predestinata Oscura. Negli episodi 38-39 affronta Akiza in duello nella sede del Movimento Arcadia mentre, al piano superiore, Carly (divenuta da poco anche lei una Predestinata Oscura) affronta Sayer; il duello con Akiza viene interrotto bruscamente mentre Carly riesce a sconfiggere Sayer. Affronta nuovamente Akiza negli episodi 60-61 in un parco di divertimenti abbandonato, scoprendo poi finalmente la verità sulla morte di Tobi dallo stesso Sayer (che era lì presente) e facendolo divorare dalla sua carta Immortale Terrestre Ccarayhua. Una volta scoperta l'innocenza di Akiza, tenta di arrendersi per mettere fine all'incontro, ma le forze oscure prendono il sopravvento e, alla fine, viene sconfitta. La sua anima viene liberata dopo la sconfitta di Rex Goodwin e del Re degli Inferi. Possiede un deck composto da mostri Rettiliani la cui carta più forte è Drago Regina della Tragica Fine; nel secondo duello utilizza le tre carte Storia Triste per bloccare Akiza, oltre che renderla partecipe della scomparsa di Tobi e della sua tristezza per tale avvenimento. Come Predestinata Oscura usa anche la carta Immortale Terrestre Ccarayhua (che nelle Linee di Nazca rappresenta "la lucertola").

#### Carly Carmine
Doppiata da: Li-Mei Chiang (ep. 27-129, Tag Force 4 e Tag Force 5) e Aki Kanada (ep. 130+ e Tag Force 6) (ed. giapponese), Debora Magnaghi (ed. italiana)
Carly Carmine, chiamata Carly Nagisa (カーリー 渚?, Kārī Nagisa) nella versione originale, è una giornalista e anche una duellante non molto esperta, innamorata di Jack. Per ottenere informazioni sul Movimento Arcadia, viene scoperta da Sayer e sconfitta da quest'ultimo in duello nell'episodio 37. Dopo la sua sconfitta, diventa una Predestinata Oscura, con le sue capacità di combattere che crescono notevolmente, affrontando nuovamente Sayer, sconfiggendolo e facendolo precipitare in un baratro oscuro. Affronta poi Jack negli episodi 58-59; nonostante la considerevole superiorità dell'avversaria, Jack riesce a farla comunque rinsavire e a sconfiggerla. La sua anima viene liberata dopo la sconfitta di Rex Goodwin e del Re degli Inferi. Il suo deck originale è composto da Streghe Indovine; quando diventa una Predestinata Oscura, usa un deck composto da mostri Signora della Fortuna. Come Predestinata Oscura possiede anche la carta Immortale Terrestre Assla Piscu  (che nelle Linee di Nazca rappresenta "il colibrì").. Una volta sconfitti tutti i Predestinati Oscuri, Carly tornerà alla sua normale vita da giornalista, aiutando però in certe occasioni Jack e gli altri.

### Ordine di Iliaster
Società segreta che controllava segretamente civiltà ed eventi del mondo dietro le quinte, e che funge da antagonista principale di Yu-Gi-Oh! 5D's. Inizialmente rappresentata come una società di occultisti guidata da Rex Goodwin, che includeva diversi funzionari governativi e duellanti, in seguito venne rivelato che l'organizzazione era stata creata da Z-ONE e dai suoi alleati, i quali manipolarono la storia con la loro avanzatissima tecnologia nel tentativo di impedire un tragico futuro.

#### Z-ONE
Doppiato da: Hideo Ishikawa (ed. giapponese), Mario Scarabelli, Maurizio Merluzzo (da ragazzo) (ed. italiana)
Z-ONE (ゾーン?, Zōn) è il fondatore dell'Ordine di Iliaster, nonché il principale antagonista della quinta e ultima serie. Proveniente da un futuro apocalittico in cui l'Ener-D è sfuggito al controllo dell'umanità, Z-ONE era uno scienziato che assunse l'identità di Yusei Fudo (anche se quasi l'intera metà destra del suo viso era artificiale) per cercare di proteggere l'umanità dallo sterminio causato dagli Imperatori Macchina. Dopo non essere riuscito a fermare l'Inversione Zero che distrusse il pianeta, Z-ONE si ritrovò in un mondo in rovina in cui il genere umano si era quasi completamente estinto, ponendosi, con i pochi sopravvissuti, l'obiettivo di sovvertire il corso degli eventi. Durante i loro tentativi, Z-ONE fece meccanizzare il suo corpo per prolungare la sua vita, mentre i suoi compagni Aporia, Antinomy e Paradox morirono uno dopo l'altro, costruendo poi delle copie meccaniche di ognuno di loro in modo che continuassero ad aiutarlo anche dopo la morte. Anche se la loro missione era nobile, i quattro erano disposti a massacrare migliaia di innocenti per raggiungere il loro scopo. 
In Gekijōban Yu-Gi-Oh! - Chōyūgō! Jikū o koeta kizuna è colui che invia Paradox indietro nel tempo per uccidere Maximillion Pegasus e così eliminare la fonte originaria del Duel Monsters, piano che fallì quando Paradox si scontrò con Yugi Muto, Jaden Yuki e Yusei Fudo.

Durante lo svolgimento del Gran Premio Mondiale dei Duelli Turbo, le tre incarnazioni di Aporia, conosciute come "i tre Imperatori di Iliaster", riescono a portare la Fortezza del Destino, il laboratorio di Z-ONE, nel passato, in modo che distrugga  Nuova Città di Domino. Z-ONE crede infatti che, con la distruzione della città, possa essere scongiurata la scoperta dell'Ener-D e, di conseguenza, la fine del mondo che lui e i suoi contemporanei hanno vissuto. Dopo la sconfitta inflittagli da Yusei riconosce quest'ultimo come vero salvatore del pianeta.
Z-ONE utilizza un deck Divinità Macchina Temporale, i cui mostri principali, le Divinità Macchina Temporali (ispirati agli angeli della Cabala ebraica), posseggono zero punti d'attacco, ma non possono essere distrutti in battaglia, azzerano qualunque danno da combattimento e hanno un effetto aggiuntivo che si attiva quando attaccano con successo. A questi si aggiungono le carte che gli permettono di evocarli dalla sua mano in massa senza bisogno di tributi (le trappole Macchina Zero Ain, Macchina Infinita Ain Soph e Luce Divina Ain Soph Aur), carte trappola basate sui tarocchi che si attivano direttamente dalla sua mano e il mostro più potente di Z-ONE, Sephylon, il Padrone del Tempo (che rappresenta Dio stesso). In un flashback, è stato anche mostrato usare Drago Stella Cadente mentre impersonava Yusei.
CBR ha inserito Z-ONE fra i dieci migliori antagonisti del franchise Yu-Gi-Oh!, classificandolo sesto. Il deck del personaggio, inoltre, rientra nella lista dei migliori di Yu-Gi-Oh! 5D's, occupandone la quinta posizione

#### Aporia
Doppato da: Masakazu Nemoto (ed. giapponese), Dario Oppido (ed. italiana)
Aporia (アポリア?, Aporia) è uno dei sopravvissuti proveniente dal futuro apocalittico da cui proviene anche Z-ONE. A causa di ciò che ha sofferto, si considera l'incarnazione della disperazione; il suo nome infatti deriva dal greco "απορία", che significa "mancanza di mezzi" o per l'appunto "disperazione".

Dopo essere stato salvato da Z-ONE, Antinomy e Paradox, Aporia assistette alla morte dei suoi compagni, e, quando anche lui fu prossimo alla fine, chiese a Z-ONE di dividerlo in tre incarnazioni basate sulle tre grandi disperazioni della sua vita. Z-ONE divise quindi l'essenza di Aporia in tre androidi: Lester, Primo e Jakob, che divennero "i tre Imperatori di Iliaster" e usarono l'avanzatissima tecnologia del futuro per falsificare la storia e alterare il corso degli eventi. Il loro obiettivo finale era completare il Grande Circuito, in modo che la Fortezza del Destino potesse discendere su Nuova Città di Domino.

Durante la finale del Gran Premio Mondiale dei Duelli Turbo, i tre imperatori si fusero tra loro, con Aporia che prese il controllo del duello tra Yusei e Jakob. Nonostante la sua sconfitta, il Grande Circuito fu completato e la Fortezza del Destino iniziò a scendere su Nuova Città di Domino. Gravemente danneggiato, il corpo di Aporia fu riparato da Z-ONE, che lo rese il guardiano del secondo ingranaggio planetario della Fortezza. Dopo essere stato sconfitto dopo un intenso duello da Jack, Luna e Leo, riappare nell'ingranaggio centrale dove si è riunito il Team 5d's e sfida Z-ONE, rivelando a Leo che ha riacquistato la speranza aveva cercato per tanto tempo durante il loro duello. Ironicamente, fu quella stessa speranza a fargli perdere il duello contro Z-ONE, ma prima di morire fonde il suo Duel Disk con la Duel Runner di Yusei, dandogli il potere di volare, per il duello finale contro Z-ONE.
Come le sue incarnazioni, Aporia utilizza un deck Imperatore Macchina, che è essenzialmente la combinazione dei deck dei tre imperatori, la cui carta più potente è Astro Meklord Mekanikle. Durante il duello contro Jack, Luna e Leo utilizza invece una nuova strategia basata sulla combinazione della carta magia terreno Fortissimo la Fortezza Mobile e delle carte Cannone di Livello e Laser a Blocco per infliggere ingenti danni da effetto, nonché sul mostro Astro Drago Meklord Asterisco.

#### Jakob
Doppiato da: Takayuki Sugō (ed. giapponese), Massimiliano Lotti (ed. italiana)
Jakob, chiamato Jose (ホセ?, Hose) nella versione originale, è uno dei tre imperatori dell'ordine di Iliaster, nonché una delle tre incarnazioni della disperazione di Aporia. In particolare, Jakob rappresenta l'età avanzata di Aporia, ed era l'incarnazione della disperazione che Aporia sperimentò dopo aver scoperto di essere rimasto da solo e di non aver più nessuno da amare. Il suo piano è quello di cancellare quello che Iliaster ritiene essere uno dei più grandi errori della storia: l'Ener-D; tentativo legato al completamento di quello che i tre imperatori chiamano il Grande Circuito.
Il suo deck è basato sul mostro Imperatore Macchina Grannel e i suoi componenti.

#### Lester
Doppiato da: Hitomi Yoshida (ed. giapponese), Davide Garbolino (ed. italiana)
Lester, chiamato Lucciano (ルチアーノ?, Ruchiāno) nella versione originale, è uno dei tre imperatori dell'ordine di Iliaster, nonché una delle tre incarnazioni della disperazione di Aporia. In particolare, Lester rappresenta la giovinezza di Aporia, ed era l'incarnazione della disperazione che Aporia aveva sofferto dopo aver perso i genitori che lo amavano. Appare per la prima volta sotto le vesti di uno studente appena iscritto con il massimo dei voti all'Accademia del Duellante che frequentano anche Leo e Luna. Il vero motivo della sua iscrizione all'accademia era quello invitare Luna a duellare con lui per conoscere i suoi poteri di Predestinata. 
Il suo deck è basato sul mostro Imperatore Macchina Skiel e i suoi componenti.

#### Primo
Doppiato da: Masakazu Nemoto (ed. giapponese), Gabriele Marchigiglio (ed. italiana)
Primo, chiamato Placido (プラシド?, Purashido) nella versione originale, è uno dei tre imperatori dell'ordine di Iliaster, nonché una delle tre incarnazioni della disperazione di Aporia. In particolare, Primo rappresenta i primi anni dell'età adulta di Aporia, ed era l'incarnazione della disperazione che Aporia soffrì dopo aver perso la persona che amava, ovvero la sua fidanzata Eurea. Rispetto agli altri suoi compagni è l'imperatore più presente; ha infatti un forte senso di orgoglio, e agisce quasi sempre da solo senza seguire i piani di Jakob e Lester perché secondo lui non sono abbastanza efficaci per completare il Grande Circuito. Si scontra più volte con Yusei, verso il quale diventa ossessionato vedendolo come propria nemesi da distruggere a tutti i costi. Dopo che il suo ultimo piano fallisce crea un'armata di Duel Bot che scatena durante il Gran Prix per costringere i duellanti turbo a battersi per completare il Circuito; quando i robot vengono sgominati da Yusei e i suoi amici, Primo, accecato dalla rabbia, decide di combattere personalmente contro Yusei. Durante il duello, Primo arriva quasi a battere Yusei, il quale a sorpresa ribalta la situazione effettuando una nuova forma di evocazione Synchro chiamata Accel Synchro, con la quale riesce a sconfiggere Primo, che a seguito del duello rimane ferito e portato via da Jakob e Lester. Dopo essere guarito giura di prendersi la sua rivincita affermando che il suo unico obbiettivo è sconfiggere Yusei. 
Il suo deck è basato sul mostro Imperatore Macchina Wisel e i suoi componenti; durante il suo ultimo duello con Yusei fa anche uso dei mostri Vettore Skiel 3 e Vettore Skiel 5 (carte che aveva segretamente rubato a Lester). Fuori dai duelli, Primo fa anche uso di una spada incredibilmente sofisticata, in grado di tagliare lo spazio e creare portali, consentendo a chi la impugna a percorrere grandi distanze o spostarsi con facilità.

## Personaggi ricorrenti

### Tetsu Trudge
Doppiato da: Koji Ochiai (ed. giapponese), Diego Sabre (ed. italiana)
Tetsu Trudge, chiamato Tetsu Ushio (牛尾うしお哲?, Ushio Tetsu) nella versione originale, è un personaggio ricorrente della serie Yu-Gi-Oh!.
 In Yu-Gi-Oh! appare in un flashback come uno studente della stessa scuola di Yugi, presentato come un bullo grosso e possente. Trudge picchiò selvaggiamente Joey e Tristan davanti a Yugi, per poi chiedere un compenso di 200.000 yen come guardia del corpo. Di fronte al rifiuto di Yugi, Trudge picchiò ancora una volta Joey e Tristan, fuggendo dopo che, sfidato dallo spirito del Puzzle del Millennio, venne sconfitto e terrorizzato dalle visioni apparse a causa del Gioco delle Ombre.
Viene menzionato anche nell'ultima stagione di Yu-Gi-Oh! GX, in cui Trudge risulta nella lista delle vittime di Nightshroud, con la sua anima che viene poi liberata dopo la sua sconfitta per mano di Jaden.
In Yu-Gi-Oh! 5D's viene mostrato come un agente di sicurezza del Satellite al soldo di Rex Goodwin, il cui compito è impedire agli abitanti del Satellite di raggiungere Nuova Città di Domino. Inizialmente cerca in tutti i modi di arrestare Yusei ma, visto il succedersi degli eventi, diventa suo amico. È innamorato di Mina, l'assistente di Jack Atlas, ma ella non prova nulla per lui poiché è innamorata di Jack. Viene per poco tempo controllato dai Predestinati Oscuri e, in questa forma, affronta Jack in coppia con Carly Carmine e viene sconfitto da essi. Nell'ultima stagione inizialmente indaga sui misteriosi attacchi di Ghost, che lo sconfigge appena riesce a evocare Imperatore Macchina Wisel. Trudge in seguito funge da istruttore di Duel Runner di Akiza, mentre quest'ultima cerca di ottenere la sua licenza. Ricompare per l'ultima volta alla fine della serie, dopo la sconfitta di Z-ONE, con lui e Yusei che discutono dei loro piani futuri. 
Possiede un deck a tema poliziesco composto da carte di tipo guerriero e macchina la cui carta più forte è il Mostro Synchro Guardiano Goyo. Mentre è posseduto da uno dei ragni di Roman Goodwin, invece, usa un deck oscuro a tema verme incentrato sulla distruzione del deck dell'avversario.

### Lazar
Lazar, chiamato Yeager (イェーガー?, Yēgā) nella versione originale, è l'assistente personale di Rex Goodwin. Vestito come un giullare, sembrerebbe essere effeminato visto che ha il rossetto e il trucco; la sua famiglia in passato, infatti, lavorava in un circo. Viene scambiato da Crow per un Predestinato Oscuro e affrontato da lui negli episodi 43-44 (il duello viene interrotto), ma riprenderà il duello nell'episodio 114 ma alla fine Lazar sarà sconfitto. Possiede un deck composto da mostri giullari. Nell'episodio 152 con la sconfitta dei membri di Iliaster, Lazar diventa il sindaco di Nuova Domino, dopo la chiusura del settore di sicurezza di cui era vice-direttore.
Doppiato da: Tetsuya Yanagihara (ed. giapponese), Luca Bottale (ed. italiana)

### Tenzen Yanagi
Tenzen Yanagi (矢薙典膳?, Yanagi Tenzen) è un anziano che Yusei incontra nella Struttura. Appassionato di reperti storici, possiede un deck composto da reliquie antiche, chiamato Deck del Tesoro, apparentemente debole. Affronta in duello Bolt Tanner, venendo duramente sconfitto e deriso da quest'ultimo e dai suoi accoliti per la debolezza del suo deck; Yusei si fa prestare il deck da Yanagi e duella con Tanner, sconfiggendolo e dimostrando l'importanza e il valore di tutte le carte. Si affeziona subito a Yusei e decide di seguirlo insieme a Bolt Tanner.
Doppiato da: Bunmei Tobayama (ed. giapponese), Riccardo Rovatti (ed. italiana)

### Bolt Tanner
Bolt Tanner, chiamato Jim Himuro (氷室仁?, Himuro Jin) nella versione originale, è un altro degli amici di Yusei che quest'ultimo incontra nella Struttura. Inizialmente arrogante, affronta Yanagi in duello per dimostrare la sua superiorità e lo sconfigge duramente; Yusei poco dopo lo affronta usando il deck di Yanagi e sconfiggendolo. Da quel momento cambia radicalmente e decide di seguire Yusei assieme a Yanagi. In passato era un duellante professionista che fu duramente sconfitto da Jack Atlas e dimenticato da tutti. Possiede un deck misto la cui carta più forte è Ushi Oni Gigante.
Doppiato da: Taiten Kusunoki (ed. giapponese), Lorenzo Scattorin (ed. italiana)

### Sherry LeBlanc
Sherry LeBlanc (シェリー・ルブラン?, Sherī Ruburan) è una duellante di origini francesi caratterizzata da una lunga chioma bionda e dalla seducente bellezza. Segretamente innamorata di Yusei, attira a sé la gelosia di Akiza. Sherry entra in scena dopo che Yusei Fudo, rapito, viene salvato da Akiza: costringe il ragazzo a duellare con lei, fingendo che sulla Duel Runner dell'avversario ci sia una bomba che esploderà se la moto si ferma. Sherry dichiara di volere Yusei nella squadra con cui parteciperà al Grand Prix Mondiale dei Duelli Turbo e rivela di desiderare vendetta contro l'Ordine di Yliaster, che uccise i suoi genitori quando ella era una bambina; in seguito, Sherry fu costretta a fuggire da Yliaster insieme a Mizoguchi, che si prendeva cura di lei. Presumibilmente, Yliaster si nasconde dietro l'organizzazione del Grand Prix Mondiale dei Duelli Turbo, a cui, di conseguenza, Sherry intende partecipare. In seguito Sherry e Mizoguchi escogitano un piano per infiltrarsi nella sede del quartier generale per cercare informazioni sulla misteriosa carta che ha condizionato la sua vita, la stessa per cui Yliaster l'ha braccata. Mentre Mizoguchi affronta Yusei in un duello, Sherry si scontra fisicamente con Bruno, il quale riesce a metterla alle strette e sottrae la carta a Sherry per analizzarla al computer. Dopo aver vinto il duello, Yusei raggiunge assieme a Mizoguchi gli altri due ma una luce abbagliante travolge Sherry, Bruno e Yusei, i quali vengono catapultati, per brevi istanti, in una dimensione sconosciuta, dove notano una misteriosa entità.
I Duelbot, guidati da Primo, invadono Nuova Domino. A bordo della sua Duel Runner, Sherry ne affronta alcuni ma viene sconfitta e fa un incidente con la moto. Mizoguchi resta al suo fianco. Notando, in seguito, le luci che illuminano il cielo, l'uomo e la sua protetta si muovono nella loro direzione. Giunta a destinazione, Sherry ode il discorso dei tre Imperatori di Yliaster, ovvero Jakob, Lester e Primo: essi condizionano l'umanità tramite i potenti, per condurla sulla retta via, e vogliono modificare il futuro, in quanto l'Ener D scoperta dal professor Fudo, il padre di Yusei, porterà distruzione; in passato, gli stessi hanno cercato di annientare la citata forza manovrando Roman Goodwin, che ha dato vita all'incidente conosciuto come Inversione Zero, ma l'Ener D non è scomparsa, per cui gli Imperatori di Yliaster mirano ora a raggiungere il loro obiettivo distruggendo Nuova Città di Domino. Sherry trova così gli assassini dei genitori. Jackob, il quale non ricorda le singole vittime dell'Ordine, tra le tante, si difende dall'attacco della LeBlanc, che rischia la vita, per poi scomparire insieme agli altri Imperatori. Possiede un deck composto da mostri guerriero la cui carta più forte è il synchro Chevalier dei Fiori.
Doppiata da: Erika Nakagawa (ed. giapponese), Marcella Silvestri (ed. italiana)

### Martha
Martha (マーサ?, Māsa) è la figura materna per tutti i bambini che sono stati abbandonati a Satellite, con lei sono cresciuti anche Yusei, Jack e Crow. Martha è una persona gentile, premurosa e altruista.
Doppiata da: Doppiato da: Kimiko Saito (ed. giapponese), Lorella De Luca (ed. italiana)

### Blister
Blister, chiamato Saiga (雑賀?, Saiga) nella versione originale, è un personaggio che Yusei ha conosciuto tramite Bolt Tanner: dopo che Yusei ha vinto la Fortune cup, Bolt gli ha consegnato la sua carta Ushi Oni gigante e subito dopo lo ha condotto in un bar chiamato "Bootleg" ma durante il tragitto Yusei è stato inseguito dagli uomini di Goodwin. Una volta entrato al bar, Yusei ha mostrato al barman la carta Ushi Oni gigante chiedendo di Blister e quest' ultimo apparve a bordo della sua Duel Runner fuggendo insieme a Yusei dagli uomini di Goodwin. Arrivati nel suo appartamento, Blister fornisce a Yusei un'identità falsa e una divisa apposta per entrare nell'edificio della sicurezza in modo da recuperare la sua Duel Runner confiscata dopo il suo arresto. Una volta recuperata la Duel Runner, Yusei viene scoperto dalla sicurezza e per fuggire dovrà battersi in un duello con l'agente Trudge con il quale riuscirà a vincere grazie anche a un rapporto di amicizia che si era instaurato con Blister, il quale subito sembrava contrariato a diventare suo amico, perché in passato ha rovinato una storica amicizia durata per tanti anni finita poi a causa di un incidente a bordo della Duel Runner durante a un duello turbo. Nella seconda stagione salverà dei bambini al Satellite per evitare che vengano assorbiti dall'Immortale Terrestre Uru durante il primo duello tra Yusei e il predestinato oscuro Roman e continuerà ad aiutare in certe occasione Yusei e gli altri nelle altre stagioni.
Doppiato da: Hidenobu Kiuchi (ed. giapponese), Matteo Zanotti (ed. italiana)

### Stephanie
Stephanie (ステファニー?, Sutefanī) è una cameriera che lavora in un bar chiamato "Cafe la Geen" dove ha spesso servito Jack Atlas. La ragazza è innamorata di Jack, ma è troppo timida per esprimere i suoi sentimenti con lui.
Doppiata da: Lyrian (ed. giapponese), Renata Bertolas (ed. italiana)

### Professor Fudo
Il professor Fudo (不動博士?, Fudō hakase) è il padre di Yusei, il cui spirito risiede all'interno del reattore Ener-D, ha una personalità molto simile a quella del figlio. Era il capo sviluppatore all'interno della RRD e del reattore Ener-D di cui è rimasto vittima dell'incidente chiamato "inversione zero" che ha separato la città di Nuova Domino dal Satellite. La sua posizione di leader nella RRD era dovuta al fatto che era il leader dietro la ricerca sulle particelle planetarie, che 17 anni prima era la particella necessaria per lo sviluppo della tecnologia Ener-D. Questa ricerca consisteva nel riduttore planetario che è stato quello in grado di legarsi alle particelle degli altri. Il Dr. Fudo ha chiamato suo figlio, Yusei, in onore di questa particella, chiamata Yuusei Ryuushi, come lui voleva che il figlio sia in grado di legare insieme le persone. Rex Goodwin ha accennato poco prima che Yusei e gli altri erano in procinto di recarsi a bordo di un elicottero per raggiungere il Satellite, ha detto che lui e Roman, il suo fratello maggiore, sono stati gli assistenti del Dr. Fudo. È apparso più volte a Yusei, che ha aiutato e lo ha ispirato a non mollare, aveva la capacità di manipolare in qualche modo il tempo, come mostrato nell'episodio 117, quando ha inviato Yusei di nuovo al suo proprio tempo. Nello stesso episodio, ha mostrato che egli era anche a conoscenza della fortezza del destino.
Doppiato da: Daisuke Hosomi (ed. giapponese), Lorenzo Scattorin, Claudio Moneta (ed. italiana)

### Hideo Izinski
Hideo Izinski (十六夜英雄?) è il padre di Akiza. Quando Akiza era una bambina, voleva spesso passare del tempo con il padre, ma a causa del suo mestiere di senatore, ricevette una chiamata e per motivi di lavoro è rimasto costretto ad abbandonare il tempo libero con la figlia. Per la delusione Akiza risvegliò i suoi poteri da Predestinata, scaraventando il padre contro il muro, ferendolo. Dopo tale evento, i genitori non poterono più accettare la presenza di Akiza in casa loro, iscrivendola all'accademia del duellante con la speranza che possa controllare i suoi poteri, ma Akiza continuava a essere esclusa dalla società causa dei suoi poteri. Akiza scappò dall'accademia e tornando a casa vide i genitori ridere e scherzare tra di loro come se fossero contenti dell'assenza della figlia e presa dalla rabbia e dall'angoscia distrusse i vetri della casa e scappò in preda al delirio. Hideo e la moglie Setsuko vanno a trovare la figlia, rimasta in coma dopo il duello di Akiza con il Predestinato Oscuro Misty Tredwell, il padre della ragazza chiese a Yusei di aiutarla perché ritiene che sia l'unico in grado di farlo con i suoi poteri di Predestinato. Yusei accetta la richiesta del senatore e, non appena avvicinatosi alla ragazza, questa si svegliò ma quando vide i genitori si arrabbia, sfidando a duello Yusei. Yusei accetta di duellare sapendo che è l'unico modo di aiutare Akiza; mentre il duello prosegue Hideo nota che Yusei e "Drago Polvere di Stelle" proteggono la gente intorno a loro dagli poteri psichici di Akiza e, non sopportando tutto questo, si usa come scudo per proteggere Yusei. Tuttavia Akiza riesce a controllare per la prima volta i suoi poteri, fermando il suo attacco. Il duello finisce con la vittoria di Yusei e Akiza accetta di combattere i Predestinati Oscuri. Durante il WRGP Hideo e la moglie Setsuko assistono dalla tribuna al duello della figlia e, nonostante la sconfitta, i genitori e il resto del pubblico applaudono alla ragazza.
Doppiato da: Tetsu Inada (ed. giapponese), Mario Scarabelli (ed. italiana)

### Setsuko Izinski
Setsuko Izinski (十六夜節子?) è la madre di Akiza. È comparsa in qualche episodio, quando ha soccorso il marito dopo che è stato lanciato contro il muro dai poteri psichici della figlia, era sconvolta dai comportamenti irrazionali del marito dei confronti della figlia, poiché non sapeva come occuparsi dei suoi poteri, lei e il marito decisero di iscriverla all'accademia del duellante. È poi comparsa nel giorno dell'apertura del Gran Premio Mondiale dei Duelli Turbo (WRGP) mentre assiste al duello della figlia contro Andre del Team Unicorn. A fine duello, quando Akiza venne sconfitta, ha detto di non essere utile per la squadra, ma lei e il marito le hanno dimostrato il contrario, applaudendola, anche se all'inizio, la madre di Akiza era contraria all'idea di fare prendere la patente da duellante turbo alla figlia. Quando Akiza si preparava le valigie per andare a studiare medicina all'estero, la madre ha consigliato alla figlia di salutare Yusei.
Doppiata da: Akira Nakagawa (ed. giapponese), Lorella De Luca (ed. italiana)

## Altri personaggi

### Rally Dawson
Rally Dawson (ラリー・ドーソン?, Rari Dōson), è un amico di Yusei che vive a Satellite. Nell'episodio 3 ha regalato a Yusei una carta di suo padre, ovvero Turbo Booster prima della partenza del protagonista nel tentativo di raggiungere Nuova Domino, inoltre gli ha regalato anche un chip che ha trovato per strada per potenziare la sua Duel Runner, ma lo ha reso anche rintracciabile dalla sicurezza.
Doppiato da: Mika Ito (ed. giapponese), Benedetta Ponticelli (ed. italiana)

### Nervin
Nervin, chiamato Blitz (ブリッツ?, Burittsu) nella versione originale, è un amico di Yusei che vive a Satellite. Il suo nome deriva dalla parola tedesca che significa "fulmine".
Doppiato da: Takahiro Hirano (ed. giapponese), Luca Bottale (ed. italiana)

### Tank
Tank, chiamato Taka (タカ?, Taka) nella versione originale, è un amico di Yusei che vive a Satellite. Lavora insieme a Blitz e Nervin in una fabbrica che si trova nei sotterranei nel Satellite.
Doppiato da: Tomohiro Oomura (ed- giapponese), Matteo Zanotti (ed. italiana)

### Blitz Boylston
Blitz Boylston, talvolta noto come Nervin nei videogiochi Stardust Accelerator: World Championship 2009 e Tag Force 4 e come Nerve (ナーヴ?, Nābu) nella versione originale, è un amico di Yusei che vive a Satellite. Dopo che la Duel Runner di Yusei è andata distrutta a seguito del primo duello con Kalin, Blitz insieme a Nervin, Tank e Rally hanno trascinato la Duel Runner fino a casa di Martha per essere riparata mentre Crow e Martha prestavano le cure mediche a Yusei.
Doppiato da: Kensuke Fujita (ed. giapponese), Luca Bottale (ed. italiana)

### Lenny
Lenny, chiamato Uryu (瓜生?, Uryū) nella versione originale, è un duellante del Satellite apparso nell'episodio 2. Prepotente e arrogante, insieme a suoi due accoliti, pretende di avere la Duel Runner di Yusei come risarcimento per un torto causatogli da uno degli amici di Yusei. Di fronte al rifiuto di quest'ultimo i due si scontrano a duello dove Lenny perde. A seguito della sconfitta riconosce i suoi errori e la superiorità del suo avversario. Possiede un deck composto da mostri insetto.
Doppiato da: Toshiyuki Kusuda (ed. giapponese), Gianluca Iacono (ed. italiana)

### Hunter Pace
Hunter Pace, chiamato Mukuro Enjo (炎城 ムクロ?, Enjō Mukuro) nella versione originale, è un duellante professionista ex-campione mondiale di Duel Monsters, sconfitto da Jack Atlas. Desideroso di vendetta per avere perso la fama, decide di affrontarlo nuovamente ma viene duramente sconfitto. S'infiltra poi illegalmente nel torneo della Fortune Cup dove affronta Yusei nell'episodio 17 e viene da questi sconfitto. Usa un deck composto da mostri fuoco.
Doppiato da: Naoki Yanagi (ed. giapponese), Simone D'Andrea (ed. italiana)

### Armstrong
Armstrong, chiamato Takasu (鷹栖?, Takasu) nella versione originale, è un uomo di colore grosso e possente nonché capo della Struttura. Arrogante e malvagio, viene incaricato da Rex Goodwin di osservare Yusei mentre questi è nella Struttura. I due si affrontano e Yusei, non avendo il suo deck originale, è costretto a usare un deck formato da tutte le carte preferite degli altri carcerati; i dueling disk dei due, inoltre, vengono attaccati a una catena che a ogni perdita di Life Points lancia una scossa elettrica al malcapitato. Armstrong inizialmente bara, disattivando il sistema elettrico del suo dueling disk, ma alla fine viene sconfitto da Yusei. Possiede un deck composto da mostri Catena di Ferro.
Doppiato da: Koji Ishii (ed. giapponese), Paolo Sesana (ed. italiana)

### Sir Gill Randsborg
Sir Gill Randsborg, chiamato Jill deLauncebeaux (ジル・ド・ランスボウ?, Jiru Do Ransubō) nella versione originale, è un duellante che partecipa al torneo della Fortune Cup. Vestito come un cavaliere e caratterizzato da una parlata cavalleresca viene assoldato da Rex Goodwin per affrontare Akiza, dalla quale viene sconfitto. Possiede un deck composto da mostri guerriero la cui carta più forte è il Cavaliere Mascherato LV7.
Doppiato da: Yōji Ueda (ed. giapponese), Alberto Sette (ed. italiana)

### Il Professore
Il Professore, chiamato professor Frank (フランク?, Furanku) nella versione originale, è un duellante che partecipa al torneo della Fortune Cup e viene incaricato da Rex Goodwin di affrontare Luna. Dal carattere apparentemente tranquillo, il suo scopo è quello di conquistare e dominare il Mondo degli Spiriti. Tuttavia il duello con Luna finisce con un pareggio. Possiede un deck basato sulla psichiatria, con carte come Simmetria di Rossuan, la cui carta più forte è Ido, la Forza Magica Suprema.
Doppiato da: Toshihiko Seki (ed. giapponese), Davide Albano (ed. italiana)

### Comandante Koda
Comandante Koda, chiamato Kodo Kinomiya (来宮虎堂?, Kinomiya Kodō) nella versione originale, è un altro duellante che partecipa al torneo della Fortune Cup. Anch'egli ingaggiato da Rex Goodwin per affrontare Akiza, è un investigatore della polizia nonché ex-compagno di quest'ultima all'Accademia del Duellante. Nel duello, disputato nell'episodio 22, Koda viene sconfitto. Possiede un deck composto da carte relative all'ambito poliziesco la cui carta più forte è il Profiler Pazzo.
Doppiato da: Tarusuke Shingaki (ed. giapponese), Diego Sabre (ed. italiana)

### Lotten
Lotten, chiamato Lawton (ロットン?, Rotton) nella versione originale, è il duellante più forte di Crashtown e appare nella terza stagione. Yusei e Kalin cercano di fuggire dalla montagna, dove erano stati messi a lavorare, e durante la fuga Lotten e Yusei si affrontano in duello turbo che viene però interrotto a causa di Lotten che tramite una potente carta trappola e della dinamite provoca un'esplosione che sbalza fuori dalla miniera i presenti. Rude e spietato, cattura Nico e West, due ragazzi a cui Kalin è legato, e costringe quest'ultimo a duellare contro di lui, insieme a Yusei. Il duello tra i tre però viene bruscamente interrotto da Barbara sua complice che per assicurarsi che non venga battuto consiglia a Lotten di liberarsi definitivamente di Yusei e Kalin tuttavia Crow e Jack intervengono e portati con loro la Sicurezza arrestano i criminali al servizio di Lotten liberando i duellanti prigionieri e allo stesso tempo Jack e Crow mettono K.O. Barbara e liberano West e Nico. Lotten rendendosi conto che è finita con degli esplosivi distrugge parte della città e cerca di fuggire a bordo della sua Duel Runner ma Kalin a bordo della Duel Runner di Yusei lo raggiunge e gli dà un'ultima possibilità ovvero riprendere il duello se vince è libero di andarsene se perde dovrà accettare la sconfitta e lasciarsi arrestare. Lotten credendo di vincere accetta ma Kalin con un gioco di astuzia rivolta la situazione contro Lotten e lo sconfigge vincendo il duello mentre Lotten cade a terra scioccato e sconfitto. Successivamente lui e la sua arrogante amica Barbara verranno presi in custodia dal Settore di Sicurezza. Possiede un deck che mira a infliggere danni da effetto all'avversario in modo rapido, la cui carta più forte è Orco Gatling.
Doppiato da: Masami Iwasaki (ed. giapponese), Dario Oppido (ed. italiana)

### Robert Pearson
Robert Pearson (ロバート・ピアスン?, Robāto Piasun) era un costruttore di Duel Runner che viveva nel Satellite, ma non riuscì a svilupparle per mancanza di fondi. Inoltre, era l'ex proprietario della Blackbird e di Drago Ali Nere, la Duel Runner e la carta più forte di Crow Hogan. Come Crow, anche Pearson si occupava di prendersi cura di un gruppo di bambini del Satellite, tuttavia tutto è cambiato in un giorno, quando Pearson, duellando contro un individuo che utilizza "Mefist Cremisi" contro di lui, rimase vittima di un incidente mortale. Qualche secondo prima della sua morte, Crow arriva sul luogo dell'incidente e sapendo che non poteva essere salvato, Pearson ha dato a Crow il suo Duel Disk e la Blackbird chiedendo di continuare a prendersi cura dei bambini. Viene rivelato che Pearson è stato ucciso da Bolger quando ha rifiutato l'aiuto finanziario offerto da un finanziatore di Nuova Domino, quindi non era in grado di terminare il loro progetto.
Doppiato da: Yūki Tai (ed. giapponese), Lorenzo Scattorin (ed. italiana)

### Bolger
Bolger, chiamato Bolton (ボルガー?, Borugā) nella versione originale, è il presidente della Bolger & co. un'azienda che si occupa della produzione di Duel Runner e di motori nuovi. Bolger, anni fa, ha lavorato insieme a Robert Pearson nel Satellite, tuttavia, dopo la morte di Pearson, andò per conto suo a Nuova Domino per diventare un pilota e imprenditore di successo, finanziando la sua azienda privata. Molto più tardi riceve una visita da Crow, che stava cercando la verità sulla morte di Pearson. Crow poi gli chiede se conosceva questo uomo, ma Bolger nonostante sapesse tutto non vuole dirglielo. A causa di questo, Crow si arrabbia con lui e cerca di lasciarlo, tuttavia, presumibilmente pensando che Crow possiede Drago ali Nere, Bolger lo sfida a duello. Se Crow vince, Bolton rivelerà tutto sull'incidente, ma in caso contrario, avrà la carta "Drago Ali Nere", la società di Bolton è vicina al fallimento e ha bisogno di quella carta, al fine di fare un accordo con un investitore. Crow accetta la sfida, anche se afferma di non possedere "Drago Ali Nere". Crow esce vincitore da questo duello, utilizzando il mostro synchro "Drago Ali Nere", nascosto in un compartimento della Blackbird di cui non era a conoscenza. In seguito si trasforma e lascia un ordine per la sua azienda in modo da fornire a Crow e i suoi amici il suo sostegno finanziario e il supporto tecnico per il WRGP.
Doppiato da: Suzune Okabe (ed. giapponese), Paolo Sesana (ed. italiana)

### Team Unicorn
Il Team Unicorn (チーム・ユニコーン?, Chīmu Yunikōn) è una famosa squadra di duellanti turbo che ha partecipato al WRGP. La squadra è composta da Jean (ジャン?, Jan), fondatore del Team, è un abile stratega, astuto e tattico. Breo (ブレオ?, Bureo), capace di analizzare e memorizzare tutte le tecniche degli altri duellanti, in questo modo riesce sempre a prevedere tutte le mosse dell'avversario, anticipandolo. Il terzo componente della squadra è Andre (アンドレ?, Andore), è conosciuto per la sua intelligenza tattica, piuttosto che affidarsi a una strategia impostata, si adegua alle tattiche del suo avversario agendo di conseguenza approfittando delle carte che ha in mano. Qualche giorno prima che iniziasse il WRGP, Crow mentre stava collaudando la sua Duel Runner sul nuovo circuito creato apposta per il torneo, rimane coinvolto in un incidente con Breo. Si scoprirà che l'incidente è stato pianificato da Jean in modo da spingere il Team 5D's a duellare con loro per conoscere le strategie di gioco di Yusei e compagni. I deck di Jean, Breo e Andre sono composti da mostri di tipo bestia, le loro carte più forti sono i mostri synchro Unicorno del Tuono, Bicorno Voltaico e Tricorno del Fulmine.

### Team Ragnarok
Il Team Ragnarok (チーム・ラグナロク?, Chīmu Ragunaroku) è una squadra di duellanti turbo che ha partecipato al WRGP. Sono di origini svedesi e i loro deck sono composti da mostri "nordric", inoltre nei loro deck sono presenti le carte divinità "Aesir". La squadra è composta da Harald (ハラルド?, Hararudo), fondatore del Team, Dragan (ドラガン?, Doragan) e Broder (ブレイブ?, Bureibu). Anche loro, come il Team 5D's hanno l'obbiettivo di sconfiggere l'ordine di Iliaster. All'inizio, quando hanno incontrato il Team 5D's non credevano che i poteri del Drago Cremisi fossero sufficienti per fermare la Fortezza del Destino, ritenevano che Yusei avrebbe portato solo distruzione in quanto figlio del Professor Fudo, lo scienziato che causò l'inversione zero. Nonostante la sconfitta per mano del Team 5D's, il Team Ragnarok ha aiutato Yusei e i suoi amici a raggiungere la Fortezza del Destino fornendogli energia sufficiente.

### Team Taiyo
Il Team Taiyo (チーム・太陽?, Chīmu Taiyō) è una squadra di duellanti che ha partecipato al WRGP. I tre duellanti che compongono la squadra si chiamano: Taro Yamashita (山下太郎?, Yamashita Tarō), Yoshizo Hayashi (林吉蔵?, Hayashi Yoshizō) e Jinbei Tanigawa (谷川甚兵衛?, Tanigawa Jinbē). Sono tre amici che vivono in campagna con le loro famiglie e quando Taro ha scoperto il torneo, ha deciso di iscrivere la sua squadra. I tre amici vivono in famiglie piuttosto povere e non hanno budget a sufficienza per potersi permettere una Duel Runner a testa, quindi decisero di costruirne una sola mettendo insieme rottami, rifiuti e altri pezzi che sono riusciti a trovare. Guardano anche nei cestini della spazzatura per cercare carte in modo da formare un deck, ma sono tutti Mostri Normali e di basso Livello. Frustrato di questa situazione, Jinbei fugge in città alla ricerca di carte migliori e dopo aver anche incontrato dei problemi, viene recuperato e salvato dagli amici. Taro trova quindi una carta che potrebbe funzionare, escogita una strategia attorno a essa e annuncia di avere trovato una strategia che possono usare non solo per duellare, ma per vincere. Durante il turno preliminare, vincono entrambi i duelli, qualificandosi in finale. Tuttavia, il loro Duel Runner viene danneggiato a causa degli attacchi di Diablo e non sono in grado di risolverlo correttamente. Durante una prova, hanno un incontro accidentale con Leo, che si gratta il ginocchio mentre schiva per non essere investito, lo riportano al vecchio hotel dove alloggiano per curare la sua ferita e dopo essersi scambiate le presentazioni, i tre ragazzi sono sorpresi di apprendere che Leo proviene dal Team 5D's. Leo accompagna Yusei e Bruno dal Team Taiyo per offrire il loro aiuto, quest'ultimi, inizialmente contrariati, accettano di farsi riparare la Duel Runner (dopo avere accertato che da soli non ci riuscivano) migliorando la velocità e la maneggevolezza. Con una sorpresa per entrambe le squadre viene annunciato che il Team 5D's e il Team Taiyo si affronteranno nel primo turno della finale. La strategia del Team Taiyo è molto passiva e tali tattiche vengono fischiate rapidamente dalla folla, a cui Taro riflette che è stato così l'intero torneo. Tuttavia, Jack sospetta che ci sia qualcosa di più di ciò che sembra, e trasmette queste preoccupazioni a Crow, che è in grado di risolverle fino al loro ultimo membro, Taro. Non è fino all'ultimo minuto possibile che Yusei realizzi quale sia la sua vera strategia, il Team Taiyo infatti è riuscito a evocare un mostro che nessun altro duellante era riuscito a evocare: "Zushin il Gigante Dormiente" (nell'anime si chiama Thud il gigante addormentato), un mostro incredibilmente forte ma con condizioni di evocazione molto estreme. Alla fine il Team 5D's riesce a battere il Team Taiyo che, dopo essere riusciti nell'impresa di evocare Zushin il Gigante Dormiente, convertono i fischi iniziali del pubblico in applausi con Yusei e compagni che li definiscono i vincitori morali dell'incontro.